# Heinrich Zschokke
Johann Heinrich Daniel Zschokke (ur. 22 marca 1771 w Magdeburgu, zm. 27 czerwca 1848 w Aarau), znany jako Heinrich Zschokke, Johann von Magdeburg lub Johann Heinrich David Zschokke – niemiecki pisarz i pedagog epoki Oświecenia, wolnomularz. Wykładowca Uniwersytetu Viadrina we Frankfurcie nad Odrą. Honorowy obywatel Magdeburga.
Tworzył m.in. powieści gatunków geheimbundroman (Die schwarzen Brüder, 1791/1795) i schauerroman (Abällino, der große Bandit, 1793).